# Don Juan DeMarco
Don Juan DeMarco is een film uit 1995 met in de hoofdrollen Johnny Depp, Marlon Brando en Faye Dunaway. De zangeres Selena Quintanilla had een cameo in de film en leverde tevens muziek voor de soundtrack van de film. Zij werd enkele weken voor de première van de film vermoord.
De film is gebaseerd op twee verschillende bronnen. De verhaallijn in de tegenwoordige tijd is gebaseerd op het korte verhaal Don Juan deMarco and the Centerfold (tevens de oorspronkelijke titel van de film, totdat de filmstudio besloot om kort voor het uitbrengen van de film de titel in te korten) van Jeremy Leven. De fragmenten van vroeger, waarin Don Juan over zijn eigen leven vertelt, zijn ontleend aan de legende van de vrouwenversierder Don Juan. Hierbij is gebruikgemaakt van het verhaal zoals dit door de 18e-eeuwse schrijver Lord Byron is opgeschreven.

## Verhaal
Don Juan deMarco (gespeeld door Johnny Depp) is pas 21 geworden, maar heeft in zijn leven al geslapen met meer dan 1000 vrouwen. Al vanaf dat hij een baby was, was het zijn moeder al duidelijk dat hij een bijzonder kind was met een speciale aantrekkingskracht op vrouwen. Door de jaren heen heeft hij zich de kunst van het verleiden eigen gemaakt, en weet hij hoe hij iedere vrouw kan behagen die hij op zijn pad tegenkomt. Toch is er maar één vrouw met wie hij nooit het bed heeft gedeeld, en dat is zijn Ware Liefde "Doña Ana". De gedachte dat zijn ware liefde hem heeft verlaten, stemt hem zeer droef. Na een laatste vrijpartij met een eenzame dame die in een restaurant wachtte op haar afspraakje die niet kwam opdagen, besluit hij een eind aan zijn leven te maken door van een hoog gebouw te springen.
En dat is het moment waarop hij Dr. Jack Mickler (gespeeld door Marlon Brando) tegen het lijf loopt, arts in het plaatselijke tehuis voor mentaal gestoorden. Dokter Mickler heeft nog 10 dagen te gaan voor zijn pensioen, maar raakt zo in de ban van deze vreemde jongen die zich voordoet als Don Juan, dat hij hem graag nog even als patiënt onder zijn hoede wil nemen. Het heeft er alle schijn van dat Don Juan in een droomwereld leeft, en dat vele dingen die hij de dokter vertelt, alleen in de fantasie van de jongen zelf bestaan. Toch raakt dokter Mickler zo onder de indruk van alles wat hij in de dagelijkse psychiatrische sessies uit de jongen weet los te krijgen, dat hij zich langzaam ook door de droomwereld van deze jongen laat meenemen. Uiteindelijk komt alles goed. Niet alleen weet dokter Mickler weer passie en romantiek te brengen in zijn huwelijk met zijn vrouw Marilyn (gespeeld door Faye Dunaway), maar ook vindt Don Juan uiteindelijk toch zijn Ware Liefde terug.

## Rolverdeling
| Acteur            | Personage          |
| ----------------- | ------------------ |
| Marlon Brando     | Dr. Jack Mickler   |
| Johnny Depp       | Don Juan           |
| Faye Dunaway      | Marilyn Mickler    |
| Géraldine Pailhas | Doña Ana           |
| Bob Dishy         | Dr. Paul Showalter |